# Памятник павшим на рассвете
Памятник павшим на рассвете — монумент в Национальном дендрарии рядом с общиной Олривас, в Стаффордшире, Великобритания. Он увековечивает память 306 солдат британской армии и Содружества, которые были расстреляны по решению военно-полевых судов за дезертирство и другие тяжкие преступления во время Первой мировой войны.

## Предыстория
Мемориал установлен в память о военнослужащих, расстрелянных во время Первой мировой войны. Считается, что солдатам, обвиненным в трусости, часто не предоставляют права на справедливое судебное разбирательство; у них нет адвокатов, и некоторые из них являются несовершеннолетними. Другие источники отмечают, что военное право, основываясь на Римском, а не Общем праве, является незнакомым большинству граждан, но не менее справедливо. Задачей суда является установление фактов не для того, чтобы прокурор и защитник отстаивали свои позиции. По утверждению Ричарда Холмса, «первой обязанностью суда является гарантирование заключенному защиты его прав». Если солдаты были не представлены защитой, это происходило потому, что они обычно предпочитали сами говорить в собственную защиту. В наше время причинами их преступлений были бы названы посттравматический синдром и боевая психическая травма. С другой стороны, данные решения были приняты в разгар войны, когда задачей командования было держать армию в боеготовности.
Из около 200 000 человек, попавших под трибунал во время Первой мировой войны, 20 000 были признаны виновными в совершении преступлений, караемых смертной казнью; из них только 346 приведены в исполнение. Другим дали меньшее наказание или смертные приговоры заменили на меньшее наказание. Это могли быть принудительный труд или отсрочка исполнения приговора. Из 346 казнённых 306 были реабилитированы, остальные 40 были казнены за мятеж и убийство, смертный приговор им был бы вынесен и гражданским законодательством.
Великобритания была одной из последних стран, реабилитировавших солдат, казнённых во время Первой мировой войны. В 1993 году Джон Мейджор подчеркнул в палате общин, что реабилитация этих солдат будет оскорблением тех, кто погиб с честью на поле боя, и каждый был судим по справедливости. Однако в августе 2006 года министр обороны Дес Браун отменил это решение. Он заявил, что не может «знать решения, что принимали командиры на местах, и делали ли они всё от них зависящее, чтобы применять правила и стандарты военного времени», но что «лучше признаю, что несправедливость была явно допущена в некоторых случаях, даже если мы не можем сказать и признать, что все эти люди были жертвами войны». В 2007 году был принят акт (Armed Forces Act 2006), позволявший реабилитировать солдат посмертно, хотя статья 359(4) данного акта гласит, что помилование «не влияет на приговор или наказание».

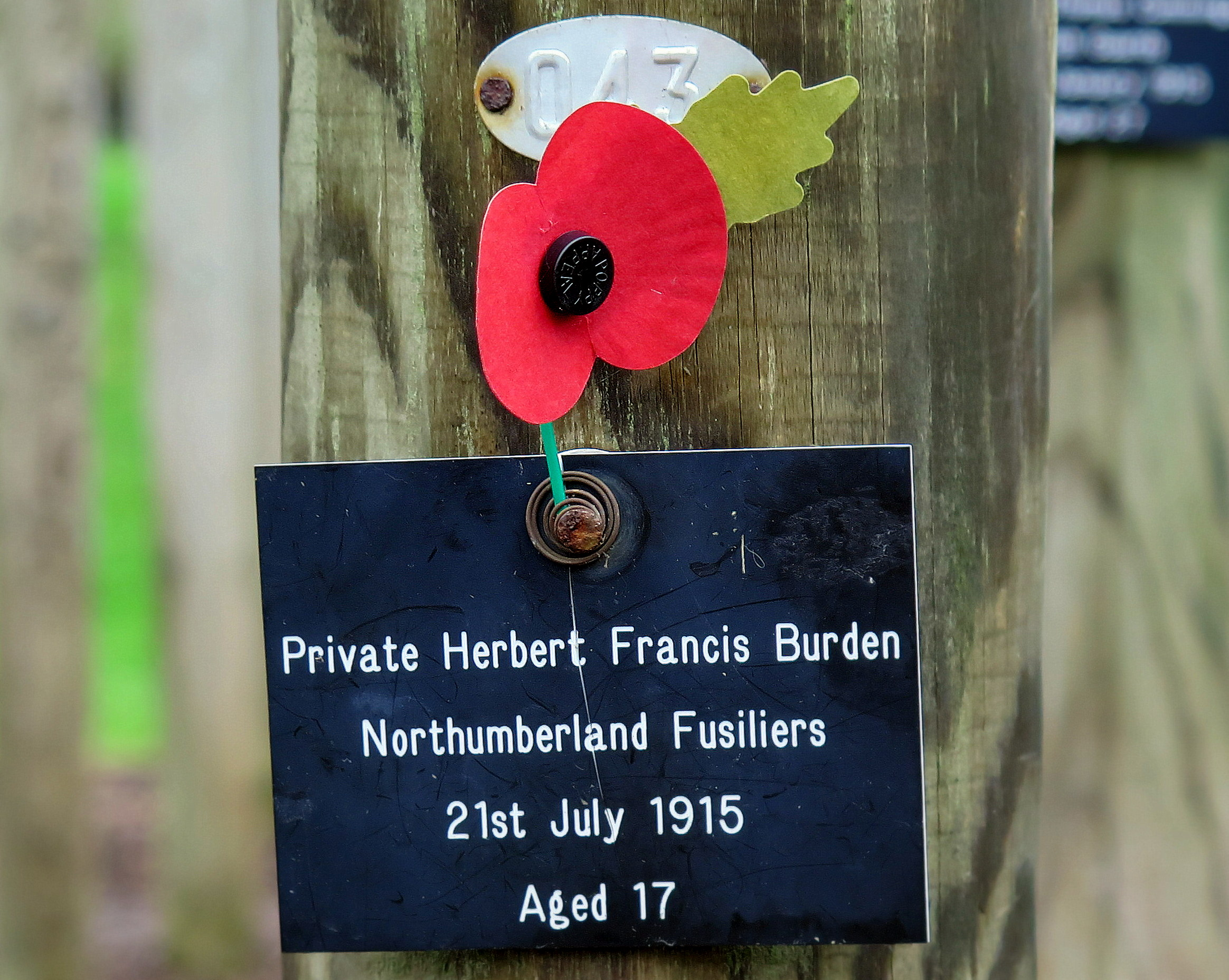
Столб рядового Герберта Бердена

## Мемориал
Британский скульптор Энди Де Комин создал памятник в 2000 году как подарок родственникам погибших. Мемориал был открыт в Национальном дендрарии в июне 2001 года Гертрудой Харрис, дочерью рядового Гарри Фарра.
Памятник изображает молодого британского солдата с завязанными глазами и привязанного к столбу, готового к расстрелу. Памятник был смоделирован по образу 17-летнего рядового Герберта Бердена, который солгал о своем возрасте, чтобы поступить на службу в вооружённые силы, а затем был расстрелян за дезертирство. Он окружен полукольцом столбов, на которых перечислены имена каждого солдата.

## Другие статьи по теме
- BBC News item Архивная копия от 12 марта 2012 на Wayback Machine
- Entry in UK National Inventory of War Memorials Архивная копия от 28 сентября 2011 на Wayback Machine
- Johnson, David, Executed at Dawn: The British Firing Squads of the First World War, History Press, 2015, ISBN 0-7509-5917-7
- What if PTSD is more physical than psychological? Robert F Worth, June 12, 2016, NYTimes.